# Зьомерда
 Тази статия е за града в Германия.  За административния окръг вижте Зьомерда (окръг).  
Зьомерда (на немски: Sömmerda) е град в Централна Германия, административен център на окръг Зьомерда в провинция Тюрингия. Разположен е на река Унщрут. Селището се споменава за пръв път през 876 година. Разраства се през 19 век след основаването през 1840 година на оръжеен завод, по-късно купен от Райнметал. Населението му е 18 856 души (по приблизителна оценка от декември 2017 г.).